# Masterpiece (DaBaby)
Masterpiece  è un singolo del rapper statunitense DaBaby, pubblicato il 15 gennaio 2021.

## Descrizione
Il singolo, prodotto da D.A. Got That Dope, racconta la relazione tra DaBaby e la cantautrice DaniLeigh, oltre che alla sparatoria in cui è rimasto coinvolto nel 2018 dove ha annunciato di aver agito per autodifesa; in seguito le accuse sono state ritirate.

## Video musicale
Il videoclip è stato distribuito sul canale YouTube del rapper in concomitanza del brano, il 15 gennaio 2021. Diretto da Gemini Videos, esso mostra il cantante circondato da auto sportive, jet privati e fan, mentre indossa una tuta Gucci; nel video è presente un cameo di DaniLeigh.

## Tracce
Testi di Jonathan Kirk, D.A. Got That Dope, Christopher Torpey e Justin Thomas, musiche di D.A. Got That Dope.
1. Masterpiece – 3:02

## Formazione
- DaBaby – voce, testo
- D.A. Got That Dope – produzione, testo
- Nicolas De Porcel – mastering
- Derek "MixedByAli" Ali – missaggio
- Curtis "Sircuit" Bye – assistenza al missaggio
- Jacob Bryant – assistenza al missaggio
- Javaun Mundle – registrazione

## Classifiche
| Classifica (2021) | Posizione massima |
| ----------------- | ----------------- |
| Canada            | 71                |
| Stati Uniti       | 55                |